# Tabanus parabrunneus
Tabanus parabrunneus är en tvåvingeart som beskrevs av Schuurmans Stekhoven 1932. Tabanus parabrunneus ingår i släktet Tabanus och familjen bromsar. Inga underarter finns listade i Catalogue of Life.